# Twilight Frontier
Twilight Frontier (黄昏フロンティア Tasogare Frontier, eller Tasofro) er en japansk doujin-spiludvikler. De er bemærket for at lave efterligninger af andre spil i høj kvalitet.

## Udgivelser
- Eternal Fighter Zero – Et 2D kampspil baseret på One: Kagayaku Kisetsu e, Moon., Kanon og Air. Senere udgaver inkludere:
  - Eternal Fighter Zero -RENEWAL-
  - Eternal Fighter Zero: Blue Sky Edition
  - Eternal Fighter Zero: Bad Moon Edition
  - Eternal Fighter Zero -Memorial-
- Immaterial and Missing Power – Et 2D kampspil der er del af Touhou Project; et samarbejde med Team Shanghai Alice.
  - Gensōkyoku Bassui (幻想曲抜萃) – Spillets OST.
- MarisaLa (スーパーマリサランド, "Super Marisa Land") – Et platformspil der er en parodi af både Super Mario Land og Touhou.
- MegaMari (メガマリ -魔理沙の野望-) – Et actionspil der gør grin med Touhou i Mega Man-stil. Udgivet i maj 2006.
- Higurashi Daybreak – Et 3D third-person shooter baseret på Higurashi no Naku Koro ni, skrevet i samarbejde med 07th Expansion.
  - Higurashi Daybreak Kai – udvidelsespakken til Higurashi Daybreak. Udgivet den 22. april 2007.
  - Higurashi Daybreak Original Soundtrack – Spillets OST. Udgivet den 22. april 2007.
- Defend the library! (ぱちゅコン！, "Patchucon!") – Et real time strategy spil baseret på Touhou, udgivet den 31. december 2007.
- Scarlet Weather Rhapsody (東方緋想天) – Et kampspil i stil med Immaterial and Missing Power og del af den officielle Touhou Project-serie, nummereret som 10.5. Det blev udgivet til betatest ved Reitaisai i 2007.[1] Udgivet ved Reitaisai 5 den 25. maj 2008.
  - Zenjinrui no Tenrakuroku (全人類ノ天楽録) – Spillets OST.

## Nøglepersoner
- 海原いるか (Umihara Iruka) — General Producer/Figur Grafik/System Grafik/Script/Lydeffekter
- ののたろう (Nono Tarō) — Chef Programmør
- KuMa — Assisterende Programmør
- alphes — Figur Grafik
- スペクター (Specter) — Figur Grafik
- 長谷川イワシ (Hasegawa Iwashi) — Figur Grafik/Baggrund Grafik
- GOME — Figur Grafik
- JUN — Lydeffekter
- NKZ — Musik